# Москит (ракета)
П-270 «Моски́т» (Индекс УРАВ ВМФ — 3М80, по кодификации НАТО — SS-N-22 Sunburn, буквально «Солнечный ожог») — советская сверхзвуковая маловысотная противокорабельная крылатая ракета (ПКР) с прямоточной воздушно-реактивной двигательной установкой. Была создана в МКБ «Радуга».
ПКР «Москит» входит в состав ракетных комплексов, предназначенных для поражения надводных кораблей водоизмещением до 20 000 тонн из состава корабельных ударных группировок, десантных соединений, конвоев и одиночных кораблей, как водоизмещающих, так и на подводных крыльях и воздушной подушке в условиях огневого и радиоэлектронного противодействия современными и перспективными средствами противника. Дальность стрельбы — от 10 до 120 км по маловысотной траектории, 250 км при высотном профиле полёта.

## История
Разработка ракеты П-270 «Москит» была начата в 1973 году в МКБ «Радуга» (г. Дубна) под руководством главного конструктора И. С. Селезнёва. В состав кооперации входили следующие предприятия:
- ГНПО «Альтаир» (г. Москва) главного конструктора С. А. Климова по бортовой и корабельной системам управления;
- ОКБ-670 (г. Москва) главного конструктора М. М. Бондарюка по проектированию маршевого прямоточного воздушно-реактивного двигателя 3Д80;
  - КБ-2 завода № 81 МАП (г. Москва) под руководством главного конструктора И. И. Картукова по стартовому твердотопливному двигателю; На сайте http://iskramkb.ru/about/history/ завод № 81 (с марта 1966 года Московский машиностроительный завод «Искра» Министерства авиационной промышленности)
- КБ машиностроения (г. Москва) главного конструктора Н. К. Цикунова по разработке пусковой установки.
- НИТИ (г. Балашиха) по взрывным устройствам для детонации боевой части.

В корабельном варианте базирования ракета принята на вооружение в 1983 году (по другим данным — в 1984) на эсминцах проекта 956 («Современный»), позднее — на больших противолодочных кораблях проекта 1155.1 («Адмирал Чабаненко»), экранопланах «Лунь», катерах проекта 1241.1 «Молния-М» и в 2002 году на ракетных кораблях на воздушной подушке («Бора», «Самум»); в авиационном варианте — в период 1992—1994 годов.
В 2000 году Россия поставила «Москит» Китаю (в составе вооружения эсминцев проекта 956Э).

## Конструкция
Ракета 3М80 выполнена по нормальной аэродинамической схеме с Х-образным расположением складывающегося крыла и рулевого оперения. На корпусе, представляющем собой тело вращения с овальной формой носовой части, расположены четыре боковых воздухозаборника с воздуховодами. В носовой части, под передним обтекателем с радиопрозрачным коком, расположена  головка самонаведения, за ней — система навигации и автономного управления (автопилот) с радиовысотомером и аккумуляторная батарея. За отсеком системы управления размещается боевая часть массой около 300 кг (150 кг приходится на взрывчатое вещество), далее — топливный бак с системой забора топлива. Кормовую часть корпуса занимает двухступенчатая двигательная установка.
Крыло, рулевое оперение, а также воздуховоды сварной конструкции выполнены из технологичного титанового сплава ОТ4 и ОТ4-1, выдерживающего до 350°С. Лонжероны корпуса изготовлены из коррозионностойкой высокопрочной стали ВКЛ-3, обшивка и промежуточный набор выполнены из титанового деформируемого сплава ВТ-5, длительно выдерживающего температуры до 400°С и также обладающего высокой коррозионной стойкостью. Баковый отсек изготовлен из нержавеющей стали. Передний обтекатель — трёхслойный, выполнен из стеклоткани СКАН-Э на связующем материале К-9-70, а гаргрот — из стеклоткани Т-10 на том же связующем.
Двигательная установка — комбинированная, в качестве стартового используется твердотопливный ракетный двигатель, а роль маршевого двигателя выполняет ПВРД. ПВРД «Москита» работает на керосине, однако в некоторых источниках указывают, что маршевый прямоточный двигатель — твердотопливный. Особенность компоновки — стартовый двигатель размещается в сопле маршевого двигателя; после старта ракеты и завершения работы стартового двигателя (через 3-4 сек.) набегающий поток воздуха выталкивает его из сопла.
В состав комбинированной бортовой системы управления входит инерциальная навигационная система, радиовысотомер и активно-пассивная радиолокационная головка самонаведения, обеспечивающая наведение ракеты на конечном участке полёта, в том числе в условиях радиопротиводействия. Такая ГСН имеет возможность наведения на источник помехи, когда приёмная часть активно-пассивной ГСН используется для наведения на РЛС, средства радиоэлектронной борьбы (РЭБ) или связи, что делает опасной борьбу с ракетой средствами РЭБ.

## Применение
Целеуказание ракете и коррекция траектории её полёта могут выполняться с разведчика-целеуказателя Ту-95РЦ, вертолёта целеуказания Ка-25Ц вертолётно-корабельного комплекса разведки и целеуказания «Успех» или спутников УС-ПУ или УС-А системы морской космической разведки «Легенда».

После старта ракета выполняет «горку», набирая высоту, а затем снижаясь до высоты 20 метров — эта высота полёта поддерживается на всём маршевом участке траектории. При подходе к цели «Москит» снижается до высоты 7 метров, двигаясь «над гребнем волн». Для прорыва противовоздушной обороны цели ракета может выполнять противозенитный манёвр «змейка» с углами поворота до 60 градусов и перегрузкой более 10 (с максимальной боковой перегрузкой до 15G). От ракеты невозможно уклониться. За счёт огромной кинетической энергии ракета пробивает корпус любого корабля и взрывается внутри. Такой удар способен потопить не только корабль среднего класса, но и крейсер. На Западе комплекс «Москит» получил название «Солнечный ожог». В зарубежной печати о нём писали: 
«Новое смертоносное оружие русских — крылатая ракета, которая летит столь быстро, что способна надвое разломить военный корабль, даже не взрываясь. США не имеют ничего подобного, что могло бы сравниться с этой ракетой, и не располагают средствами защиты от неё».

## Модификации

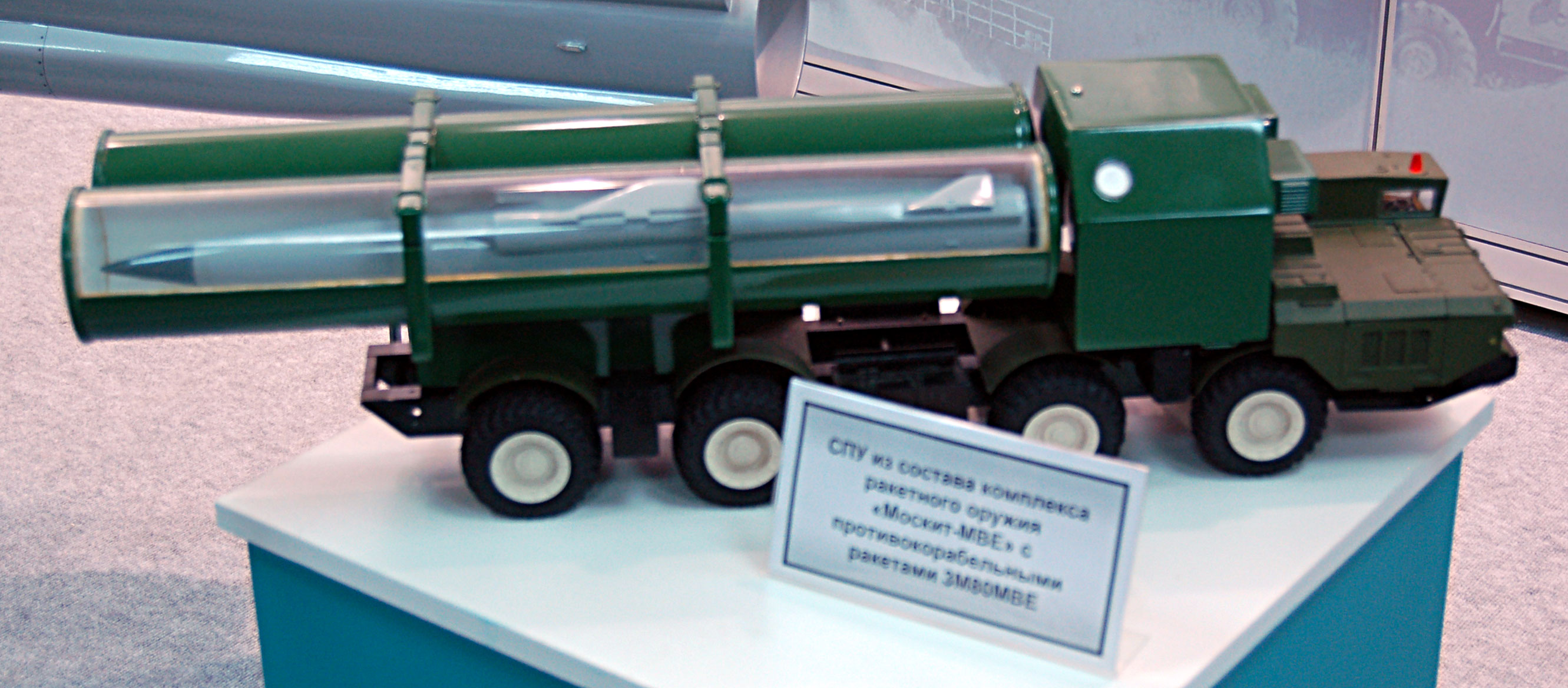
Макет СПУ из состава комплекса ракетного оружия «Москит-МВЕ» с противокорабельными ракетами 3М80МВЕ МАКС-2009

- Х-41 — вариант ракеты авиационного базирования
- 3М80Е
- 3М80МВЕ
- Москит-М (Индекс ГРАУ - 3М82) — модификация ПКР П-270 «Москит» с дальностью действия до 170 км. Носителями этой ракеты являются эскадренные миноносцы проекта 956 «Сарыч» (проект 956-А)
- Москит-ЭМ (3М82Е) — экспортная модификация ПКР П-270М. Устанавливается на эскадренных миноносцах проекта 956ЭМ ВМС КНР

## Тактико-технические характеристики

Эскиз противокорабельной ракеты П-270

- Тип БСУ: ИНС + радиовысотомер + активно-пассивная РЛГСН.
- Носители: корабли, самолёты.

### Лётные данные
- Скорость полёта:
крейсерская — M= 2,35
максимальная — M=2,8
- Дальность пуска:
3М80 — 10-90 км (до 250)
3М80Е — 170 км
- Высота полёта: 7-20 м
- Скорость полёта носителя: 200—470 м/c
- Высота пуска: 12 км
- Послестартовый разворот (сектор прицеливания): ±60°
- Температура применения: ±60°С
- Время пуска 4-х ракет в залпе: 15 с
- Темп стрельбы при залповом пуске: 5 с

### Геометрические и массовые характеристики
- Длина: 9,385 м (9,745)
- Размах крыла: 2,1 м
- Диаметр корпуса: 0,76 м
- Диаметр ракеты со сложенным крылом: 1,3 м
- Срок хранения в боеготовом состоянии на носителе: 1,5 года
- Стартовая масса:
  - 3М80 — 3950 кг
  - 3М80Е — 4150-4500 кг
- Боевая часть:
  - Тип: проникающая
  - Масса БЧ: 300 кг (320)
  - Масса взрывчатого вещества: 150 кг

### Силовая установка
- Разработчик: ОКБ-670, МКБ «Союз» (Московская область, г. Лыткарино).
- Двигатель: комбинированный 3Д80 (маршевый твердотопливный ПВРД (3Д81/3Д83) и стартовый пороховой ускоритель).
- Рабочий диапазон скоростей: M=1,8-2,5 (до 3060 км/ч).
- Время запуска: 0,5 с
- Время работы: 250 с

## Эксплуатанты
- СССР;
- Россия;
- Китай: получил ПКР «Москит» в составе вооружения эсминцев:
  - проекта 956Э (два корабля) и
  - проекта 956ЭМ (два корабля).
- Иран;
- Индия;
- Вьетнам: закуплены ПКР типа «Москит»[4].

## Оценка проекта
Традиционно ракета «Москит» рассматривается как достаточно эффективное оружие, способное преодолевать системы противовоздушной обороны корабля противника за счёт комбинации малой высоты полёта, сверхзвуковой скорости и способности к активному маневрированию и выдаче манёвров уклонения. Для обычных зенитных ракет (с полуактивным или радиокомандным наведением), атакующий «Москит» представляет значительную сложность, так как большую часть траектории скрыт за радиогоризонтом — что обеспечивает малая высота полёта — и даже оказавшись в радиусе обнаружения радаров противника, преодолевает оставшуюся дистанцию чрезвычайно быстро.
Однако крупным недостатком ракеты является недостаточная дальность действия. При запуске исключительно по маловысотной траектории дальность полёта «Москита» (из-за высокого сопротивления воздуха при сверхзвуковом полёте на малой высоте) ограничена 90-120 км, что уступает дальности большинства современных ему дозвуковых противокорабельных ракет. Теоретически дальность «Москита» может составлять до 250 км, но она достигается за счёт большой высоты полёта на маршевом участке, что выводит ракету выше радиогоризонта и делает её заметной для радаров, и, соответственно — чрезвычайно уязвимой для дальнобойных ЗРК. Кроме того, «Москит» отличается значительными габаритами и весом.
24 октября 2014 года на испытаниях зенитной ракетой SM-6 была успешно перехвачена низколетящая сверхзвуковая воздушная мишень GQM-163A Койот, аналогичная по лётным характеристикам «Москиту». Перехват был выполнен за радиогоризонтом, по внешнему целеуказанию, с использованием активной радиолокационной головки самонаведения зенитной ракеты. Таким образом, была впервые успешно продемонстрирована на практике возможность эффективной борьбы с низколетящими сверхзвуковыми ракетами.

### Русскоязычные
- Противокорабельный комплекс ракетного оружия «Москит-Е». Официальный сайт корпорации «Тактическое ракетное вооружение» (2009). Дата обращения: 6 декабря 2009.
- Корабельный комплекс ракетного оружия «Москит-МВЕ» с противокорабельной ракетой 3М-80МВЕ. Официальный сайт корпорации «Тактическое ракетное вооружение» (2009). Дата обращения: 6 декабря 2009.
- Противокорабельная ракета 3M80 (3М80Е) "Москит". Информационная система «Ракетная техника». Дата обращения: 6 декабря 2009. Архивировано из оригинала 19 мая 2012 года.
- X-41 / П-270 «Москит» (3М80; SS-N-22 «Sunburn»). «Интернет-энциклопедия испытателей аэрокосмической техники». Дата обращения: 6 декабря 2009.

### Иноязычные
- Precision Guided Munitions in the Region. Technical Report APA-TR-2007-0109 (англ.). Air Power Australia (2009). Дата обращения: 6 декабря 2009. Архивировано 10 апреля 2012 года.